# 샤 쿨루
샤 쿨루(튀르키예어: Şah kulu: ??-1511년 7월 2일)는 16세기 아나톨리아에서 활동한 튀르크멘인 종교가다. 이란 사파비 왕조의 지원을 받아 오스만 왕조에 대항하는 시아파 구세주의 반란(샤 쿨루의 난)을 일으켰다.